# 阿武川
阿武川（あぶがわ）は、山口県北部を流れる二級水系の本流。山口県内では流路延長・流域面積とも錦川に次ぐ水系規模を誇る。

## 地理
山口県山口市阿東嘉年上に源を発し、阿東徳佐を経て阿東篠目まで南下。そこから北西に流れの向きを変え、渓谷（長門峡）を形成しながら進む。萩市川上の阿武川ダムで支流の佐々並川などの支流と合流した後、萩市市街地の南で橋本川と松本川（阿武川本川）の2つに分かれ三角州を形成。それぞれが日本海に注ぐ。河口部左岸には、萩港（浜崎地区）が立地している。
遊歩道「しろ魚の道」で、平成元年度手づくり郷土賞（いこいとふれあいの道）受賞。

## 主な支川
- 蔵目喜川
- 佐々並川
- 明木川

## 利水施設および流域の観光地
- 阿武川ダム（萩市川上、治水・発電）
- 佐々並川ダム（萩市川上大ぬた、発電）
- 長門峡（山口市阿東篠目/山口市阿東生雲中）
- 阿武川温泉（萩市川上）
- 阿武川特設カヌー競技場（萩市川上）
阿武川ダムの直下流に第66回国民体育大会（おいでませ!山口国体）のために設けられたカヌー競技場。カヌースラロームのゲートが常設されており、日本代表の足立和也が活動拠点としている[3][4]。